# Франс, Питер
Питер Франс — английский филолог-романист, литературовед, специалист по французскому языку и литературе, переводчик с французского и русского языков.

## Биография
Питер Франс родился 19 октября 1935 года в Лондондерри. Живёт в Эдинбурге. Учился в Колледже Св. Магдалины Оксфордского университета, в Университете Гренобля. Защитил докторскую диссертацию по творчеству Жана Расина в Оксфордском университете в 1963 году. Изучал и переводил творчество философов французского просвещения Д. Дидро, Ж.-Ж. Руссо и др. С 1980 г. профессор французского языка и литературы, а с 2000 г. почётный профессор Эдинбургского университета.
Известен как переводчик русской и чувашской поэзии XVIII-XX веков. Переводил стихотворения Г. Айги, И. Анненского, Е. Баратынского, А. Блока, И. Бродского, М. Лермонтова, О. Мандельштама, В. Маяковского, Б. Пастернака, А. Пушкина и др. Профессор Франс также является переводчиком на английский язык «Антологии чувашской поэзии», составленной Г. Айги.

## Основные публикации
- Racine’s Rhetoric (Clarendon Press, 1965)
- Alexander Blok: Selected Poems, translator, with Jon Stallworthy (Eyre and Spottiswoode, 1970)
- Rhetoric and Truth in France: Descartes to Diderot (Clarendon Press, 1972)
- Diderot: Letters to Sophie Volland, translator (Oxford University Press, 1972)
- Thomas Bentley: Journal of a Visit to Paris 1776, editor (University of Sussex, 1977)
- Racine: Andromaque (Edward Arnold, 1977)
- Rousseau: Reveries of the Solitary Walker, translator (Penguin, 1979)
- David Williams: Incidents in my Life, editor (University of Sussex, 1980)
- Diderot (Oxford University Press, 1982)
- Boris Pasternak: Selected Poems, translator, with Jon Stallworthy (Allen Lane, 1982)
- Poets of Modern Russia (Cambridge University Press, 1982)
- Diderot: Les Dernières Années, editor, with A. Strugnell (Edinburgh University Press, 1984)
- Rousseau: Confessions (Cambridge University Press, 1987)
- European Poetry in Scotland: an Anthology of Translations, editor, with Duncan Glen (Edinburgh University Press, 1989)
- Gennady Aygi: Veronica’s Book, translator (Polygon, 1989)
- An Anthology of Chuvash Poetry, translator (Forest Books, 1991)
- Poetry in France, editor, with Keith Aspley (Edinburgh University Press, 1992)
- Politeness and its Discontents (Cambridge University Press, 1992)
- New Oxford Companion to Literature in French, editor (Oxford University Press, 1995)
- Gennady Aygi: Selected Poems 1954-1994), translator (Angel Books 1997)
- ‘Lumières, politesse, énergie’, in Histoire de la rhétorique dans l’Europe moderne, ed. M. Fumaroli (Presses Universitaires de France, 1999).
- The Oxford Guide to Literature in English Translation, editor (Oxford University Press, 2000)
- Mapping Lives: The Uses of Biography, editor, with William St Clair (British Academy, 2002)
- Gennady Aygi: Salute – to Singing, translator (Zephyr Books, USA, 2002)
- Gennady Aygi: Child-and-Rose, translator (New Directions, NY, 2003)
- The Oxford History of Literature in English Translation, vol. 4 (1790-1900), editor, with Kenneth Haynes (Oxford University Press, 2006)
- Enlightenment and Emancipation, editor, with Susan Manning (Bucknell University Press, 2006).
- Gennady Aygi: Field-Russia, translator (New Directions, NY, 2007).
- Gennady Aygi: Winter Revels, translator (Rumor Books, San Francisco, 2010)
- Translation and Literature 21.3, ‘Translators and their Worlds’, guest editor (Edinburgh University Press, 2012)
- After Lermontov: Translations for the Bicentenary, edited, with Robyn Marsack (Carcanet, 2014)
- Poems of Osip Mandelstam, translator (New Directions, NY, 2014)

## Признание и награды
- Редактор французской секции журнала Modern Language Review (1978-85)
- Почетный член Британской Академии
- Председатель Поэтической ассоциации Шотландии (1985-1994)
- Офицер Ордена Академических пальм (Франция, 1991)
- Президент Британской ассоциации сравнительного литературоведения (1992-1998)
- Член-корреспондент Чувашской национальной академии наук и искусств (1992)
- Президент Международного общества истории риторики (1993-1995)
- Почетный доктор Чувашского государственного университета (1996)
- Лауреат премии им. В. Митты (Чувашия, 1997).
- Вице-президент Общества Жана Расина (Société Jean Racine) (1997-)
- Кавалер ордена Почётного Легиона (2001)
- Член Королевского общества Эдинбурга (2002)